# Concejo de Valladolid
Los concejos eran agrupaciones de vecinos dentro de una villa o ciudad medieval con una conciencia colectiva y con capacidad para gestionar y gobernar la comunidad. 
El objetivo de los concejos fue la autoorganización para el resguardo de los derechos y necesidades de la villa frente al rey, señor o abad del territorio en cuestión y frente a los demás núcleos urbanos de su entorno. En los reinos de León y Castilla hubo un inicio de asociación —concilium o concejo— hacia el siglo X que fue desarrollándose y evolucionando durante los siglos XI y XII, hacia la formación de grandes municipios en el XIII.

El concejo de Valladolid existió desde que tuvo vida el primitivo núcleo agrario (la carta dotal del conde Ansúrez de 1095 confirma su existencia previa), y su forma y atribuciones fueron evolucionando a medida que se consolidaba el núcleo urbano. Así, desde la primera mitad del siglo XII apareció un grupo llamado boni hominis, como componentes del concilium, representantes del conjunto de vecinos.

A mediados del siglo XIII y coincidiendo con la aparición de las clases sociales, surge una nueva configuración del concejo con la incursión del grupo de caballeros —un elemento social nuevo muy específico—. El significado de «concejo» como grupo urbano representativo tendrá un cambio notable en los últimos años de este siglo XIII. Dicho concejo o Concejo se dirigía al pueblo con una fórmula nueva: «Nos el Conceio […] ayuntados a nuestro corral […]», es decir, pasó de ser «reunión abierta» de un grupo voluntario de representantes que todos ellos estampan su firma en los documentos, a ser «concejo cerrado» con reunión en lugar cerrado, cuyos componentes ya no representaban la entidad sino que formaban parte de ella: ellos son el Concejo constituido como institución municipal que ha pasado a ser un órgano político.

Entrado el siglo XIV este cambio fue ya irreversible y la palabra «Concejo» vino a indicar el poder y gobierno municipal. Este cambio no sólo semántico sino efectivo coincidió con el aumento demográfico de la villa donde se fueron formando grupos y asociaciones como son las «collaciones», «cofradías» y «cuadrillas», bien consolidadas desde mediados del siglo XV.

El concejo como representación directa de la colectividad dejó de existir en el siglo XV; dejó de ser fiador y testigo de las necesidades individuales o colectivas de los habitantes de la villa. No quiere decir que desaparecieran aquellos vecinos vallisoletanos, ni sus inquietudes ni su quehacer cotidiano ni su sentido de mantenerse unidos ante posibles avatares o injusticias. La ciudadanía siempre se rebeló y se revolucionó ante situaciones o leyes desfavorables, sintiéndose poco o nada representada por este nuevo concejo. Era una ciudadanía compuesta por «medianos y menudos», calificada despectivamente como «el común». Surge así en el reinado de Enrique IV de Castilla la palabra «comunidad» para expresar los intereses que los ciudadanos tienen en su propia villa, nunca fuera de ella.

Valladolid pasó de esta forma del «concilium» de 1095 a lo que se llegó a conocer como «Comunidad», siendo el denominador común el sentimiento comunitario de sus habitantes.

## Contexto y antecedentes históricos
Los orígenes de Valladolid como asentamiento humano son inciertos. Los historiadores tradicionales de la ciudad han barajado varias hipótesis y leyendas que, hasta el momento, no tienen el apoyo de documentación alguna. La historiografía y arqueología modernas coinciden en que las causas y motivos de su origen son desconocidos aunque no desechan que el núcleo primitivo fuera una finca de labor perteneciente a una rica hacendada de Cabezón de Pisuerga, finca que estaría al cuidado y cultivo de unos labradores y sus familias.
Tras la muerte de Almanzor, en los primeros años del siglo XI los reyes leoneses iniciaron su política repobladora por las tierras del Duero, reforzando en la zona del río Pisuerga las plazas devastadas de Cabezón y Simancas. Entremedias de estos dos importantes enclaves se encontraba —se encuentra— Valladolid, un pequeño núcleo conocido por entonces como Valledolit, que sería objeto de repoblación. Surgió así una pequeña villa a la que los historiadores modernos han dado el apelativo de pre-ansuriana. El empuje repoblador del conde Ansúrez —por deseo del rey Alfonso VI— fue notorio, aunque la villa no tomó una verdadera relevancia hasta mediados del siglo XII.
Cuando el conde Ansúrez llegó como señor y gobernador de la villa ya existían dos parroquias, un recinto defensivo insignificante y una cerca. Existía también como organización ciudadana un concilium o concejo, reunión del pueblo representado por los más notables. Las dos parroquias eran la de San Miguel y la de San Julián, ambas con su respectivo caserío formando parroquias o collaciones. La cerca debió ser de poca altura, más bien una empalizada. El concilium que ya encontró establecido el conde Ansúrez y al que se dirige en la carta dotacional y en otros documentos, fue el germen de lo que más tarde se llamó concejo, Concejo y finalmente Comunidad.

## Evolución delconciliumy su significado
La palabra concilium o concejo tuvo en sus comienzos, en el siglo XI, un sentido de corporación o de unión y representación de todos los vecinos. A veces en los documentos el término resulta tan ambiguo que puede tomarse como sinónimo de la villa entera. Cuando el documento dice «La campana de San Miguel reunió el concilium en el atrio de la iglesia» está describiendo una situación abierta a la que todos los vecinos podían acudir y tomar parte, aunque la representación y decisión final —si es que había algo que decidir— la tomaran unos pocos hombres buenos que estampaban su firma en nombre de los ciudadanos haciéndose personalmente responsables. Los habitantes tenían conciencia de que formaban una colectividad con intereses comunes, intereses que el grupo de hombres buenos defenderá ante el rey o el señor de la villa o el abad o también ante otras comunidades urbanas cercanas. La comunidad de la villa era consciente del doble sentido de la palabra concilium: colectividad y sus representantes.
El primer documento conocido hasta el momento —año 2012— en que se habla directamente de Valladolid es la carta dotal del conde Ansúrez con fecha de 21 de mayo de 1095. En ella el conde hace mención de unas posesiones y rentas que dona a la colegiata recién fundada y en la sección de advertencias y reglas a seguir dice que

... ni los representantes del conde ni illo concilio de villa illa [tendrían derecho de entrar en las viviendas de los canónigos y clérigos]...

En otro documento de 1110, el conde y su esposa dejan bien claro cómo se debe en el futuro elegir a los abades de la colegiata:

...los canónigos con el acuerdo de los hijos y parientes del conde «et bonorum hominum Vallisolith» elegirán uno entre ellos —entre los parientes—...

Existen más documentos pertenecientes a la segunda mitad del siglo XII en que aparece el vocablo concilium con el mismo sentido de colectividad.
Todos estos documentos que atestiguan la existencia del concilium vallisoletano pertenecen a una época en que la villa era todavía pequeña y manejable, con tan solo dos parroquias: San Julián y San Miguel. Con los cambios sociales, la aparición de clases, el aumento demográfico, la ampliación urbanística —collaciones, parroquias, barrios nuevos— evolucionará el concepto de concilium y se empleará con mayor frecuencia la palabra «concejo». El concejo será en adelante el pequeño grupo de ciudadanos que personifican el poder dentro de la villa y la representan fuera de ella.

### La iglesia concejil de San Miguel

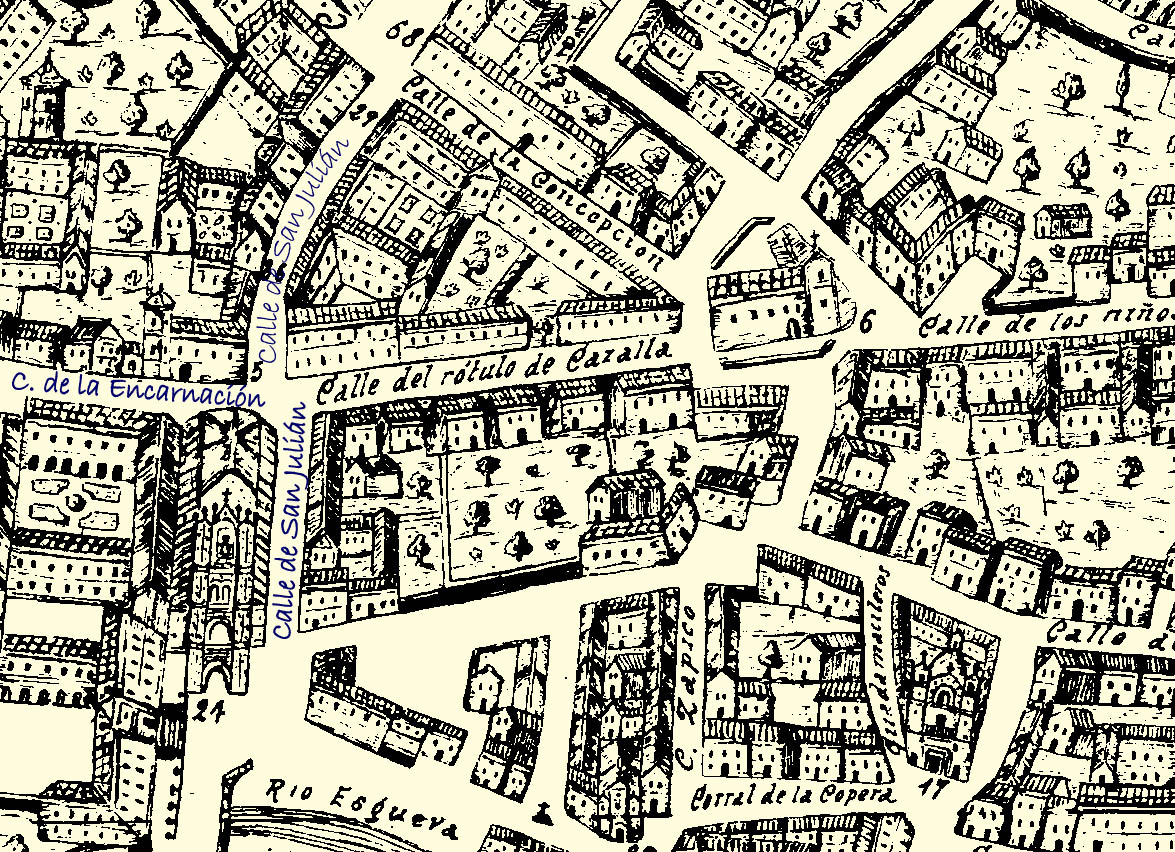
Detalle del plano de Ventura Seco de 1738. La iglesia de San Miguel está señalada con el n.º 5 y en su atrio se reunía el concilium

En la historia local de Valladolid se menciona frecuentemente la iglesia de San Miguel y sus campanas, en especial la dedicada al pueblo, la que con su toque — a campana tañida o repicada—reunía a los miembros del concejo para que allí mismo al pie de la iglesia tuvieran su reunión. La misma campana daba la señal de queda en verano a las 10 y en invierno a las 9 y tocaba a rebato para armar al pueblo. El historiador Canesi relata cómo al toque de campana los vallisoletanos alborotados y enaltecidos se reunieron junto a la iglesia de San Miguel intentando oponerse a que el emperador Carlos I saliera de la ciudad con la intención de celebrar cortes en Santiago, y también ocurrió lo mismo cuando el cardenal Adriano de Utrecht quiso marcharse, durante el conflicto de las Comunidades.

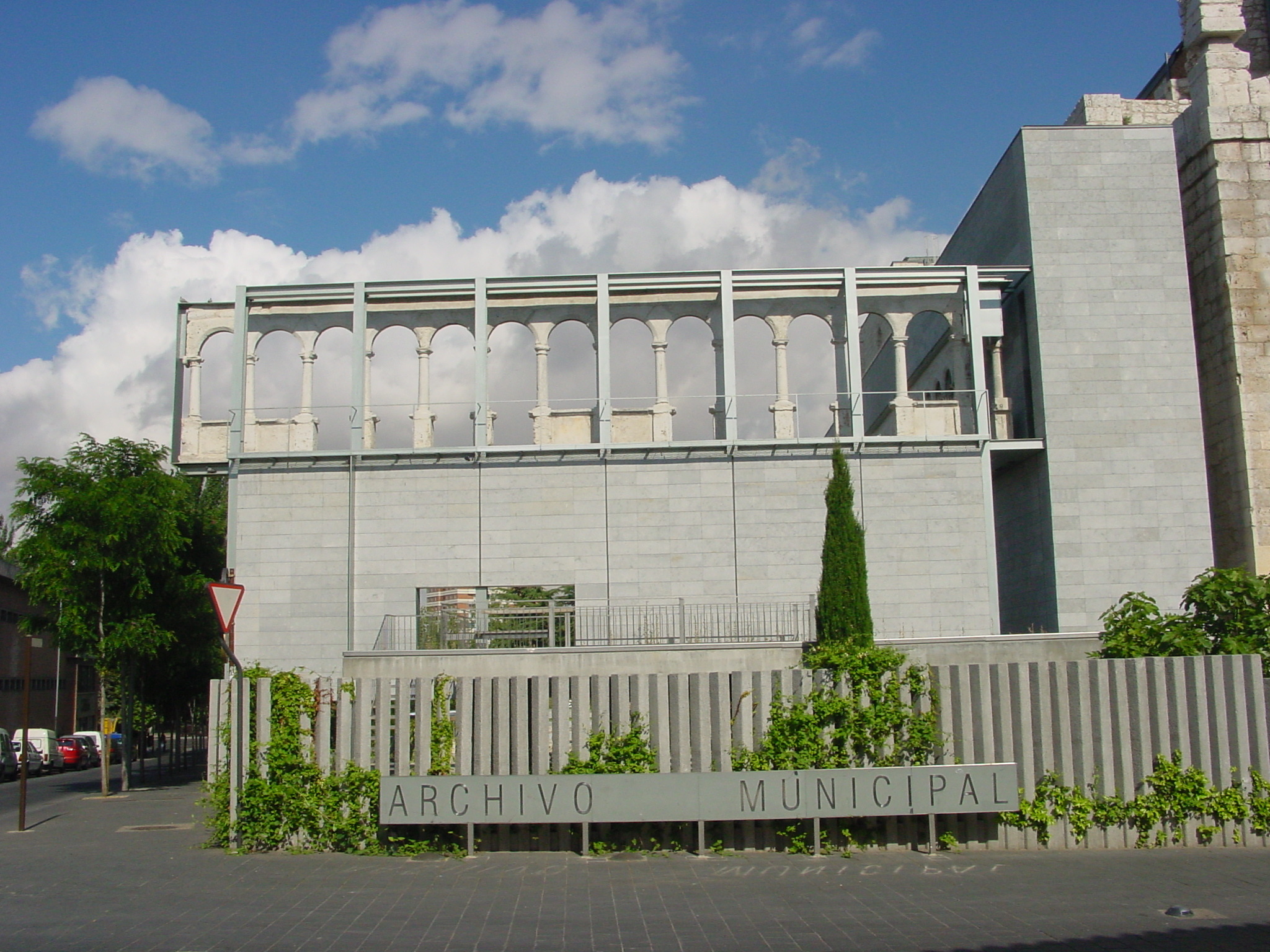
Archivo municipal en la iglesia de San Agustín.

 Para su toque y mantenimiento pagaban los contribuyentes al beneficiado 5.000 maravedíes, hasta el año 1441, a partir del cual rebajaron la cuota a 100 reales. La campana de San Miguel acabó siendo todo un símbolo popular.
Encima de la puerta de la sacristía se hallaba una alacena cerrada con reja y adornada con las armas reales, donde se guardaba el archivo municipal. Un rótulo decía «Aquí se guardan los privilegios de la villa». Hacia 1600 hubo necesidad de trasladarlo a la Sala Alta de la casa Consistorial. En esos años los documentos se habían multiplicado así que fue preciso emplear dos arcas para su custodia; una quedaría en la propia iglesia de San Miguel y la otra sería traslada al edificio del Concejo. Después de la demolición de San Miguel muchos documentos fueron guardados en las iglesias de San Francisco y de Santa María la Mayor. Entre mayo y agosto del año 2003 se organizó el Archivo Municipal en su nueva sede: la antigua iglesia del convento de San Agustín, rehabilitada y restaurada a tal efecto.

## Concejo en los siglosXIII,XIVyXV
Durante el reinado de Alfonso X se produjeron grandes cambios en la sociedad que repercutieron en la comunidad urbana donde empezaron a consolidarse las clases sociales. Estos cambios se vieron reflejados en las fórmulas de los documentos reales que se empleaban a veces y que ya no iban dirigidas al «conceio de Valladolid» sino:

... a todos los cavalleros e a todos los omnes buenos e a todos los pobladores de Valladolit

Otro documento representativo de la evolución del concepto de concejo es el que dedicó el rey Alfonso X al Fuero de Valladolid. Dice

[Se otorga dicho fuero para]... que lo haia el concejo de Valladolid. [...] los caballeros et el merino del Rei serán los encargados en voz del conceio de recibir el juramento de los asalariados de la comunidad.

Es decir, los que poseen casas, caballos y armas. El rey reconoció a estos personajes como únicos representantes de los ciudadanos.
A partir del siglo XIII Valladolid ya tenía establecido su Concejo como órgano político que se reunía en una casa comprada a los frailes del convento de San Francisco «para fazer un logar do fagan el conzejo». En un documento de 1298 se dice: «Nos el conceio de valladolid estando ayuntados a campana tañida repicada en casa de los Frayres Descalzos do es uso e costumbre de facer nuestro conceio...»
Desde finales de este siglo se empezó incluso a emplear la palabra concejo con el significado de «sesión celebrada». Por eso en adelante la ambigüedad fue mucho más llamativa dependiendo para su entendimiento del contexto en que se halle. Fue en estos años finales del XIII cuando el pueblo, los vecinos, empezaron a sentirse desprotegidos o poco representados por el concejo como institución municipal política, una institución que juzgaban con intereses oportunos poco atenta a los intereses de la comunidad y que incluso se había apoderado de una costumbre que consideraban propia del común de los vecinos: el hecho de reunirse a la llamada de campana tañida y repicada. El descontento que se iba acumulando dio origen a protestas y asambleas de carácter revolucionario. 
En los documentos puede apreciarse cómo el cambio semántico del término concejo fue irreversible y cómo pasó a ser el equivalente tanto de la institución municipal como la sesión o reunión en sí, reunión del grupo de poder o gobierno municipal. En este contexto transcurrió el siglo XIV.
Por otra parte, la ciudad creció y el número de parroquias pasó de dos a trece; con este crecimiento llegó la imposibilidad de reunir a todos o casi todos los vecinos en el atrio de San Miguel a toque de campana. Los tiempos históricos evolucionaron, los reyes comunicaron nuevos fueros y la nobleza local quiso tomar parte en el gobierno de la villa. Llegó así el siglo XV con una configuración urbana que nada tenía que ver con aquel incipiente grupo pre-ansuriano y ansuriano. La villa estaba gobernada por el concejo municipal cuyos miembros eran elegidos entra la nobleza y los caballeros; los estamentos sociales eran la nobleza, el clero y lo que despectivamente se llamó «el común» compuesto por «menudos y medianos», es decir el pueblo llano. El «común » fue la comunidad de individuos cuyos intereses estaban en la propia villa y no fuera de ella.

### Caballeros

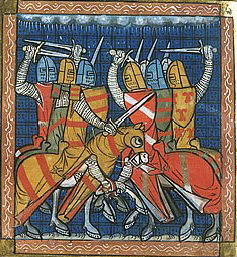
Caballeros en combate.

En las cartas que el rey Alfonso X dirigió al concejo de Valladolid el 16 de agosto y 25 de noviembre de 1255, hacía saber que todo aquel que fuera propietario de un caballo y armas quedaba libre de «de todo pecho et de pedido para siempre jamás, salvo lo que an a dar para pro de su comun villa». No contribuirían con los impuestos reales pero sí con los concernientes al concejo. Tras lo cual el propio concejo se hizo responsable de su perfeccionamiento y sostenimiento. El concejo fue pues el encargado de hacer cumplir ciertas demandas requeridas por el rey como el número de caballeros que no sería nunca menos de 150, el equipamiento de los mismos, la obligación de tener un caballo valorado como mínimo en 30 maravedíes, cuidar un equipo de guerra consistente en espada, lanza, casco de hierro, armadura y escudo. Por su parte el concejo tendría bajo su custodia 100 armaduras para caballos y varias lorigas.
Los días de Pascua Mayor o Resurrección, fiesta de San Juan y fiesta de San Miguel tenía lugar el alarde controlado por el concejo. Además de estas revistas establecidas, el concejo quiso honrar al rey organizando un alarde extraordinario cuyos caballeros acompañarían al rey cuando éste visitase la villa.

### Corregidor
La figura del Corregidor fue una novedad que apareció a finales del siglo XIV. El corregidor era el representante del rey en el concejo. En Valladolid este cargo se implantó en los primeros años del reinado de Enrique III, siendo el primer nombre de que se tiene noticia Nicolás Gutiérrez de León que ocupó el cargo en 1392. En Valladolid el corregidor contó siempre con la nobleza local e incluso algún miembro de esta nobleza llegó a ostentar el cargo.

## Comunidad

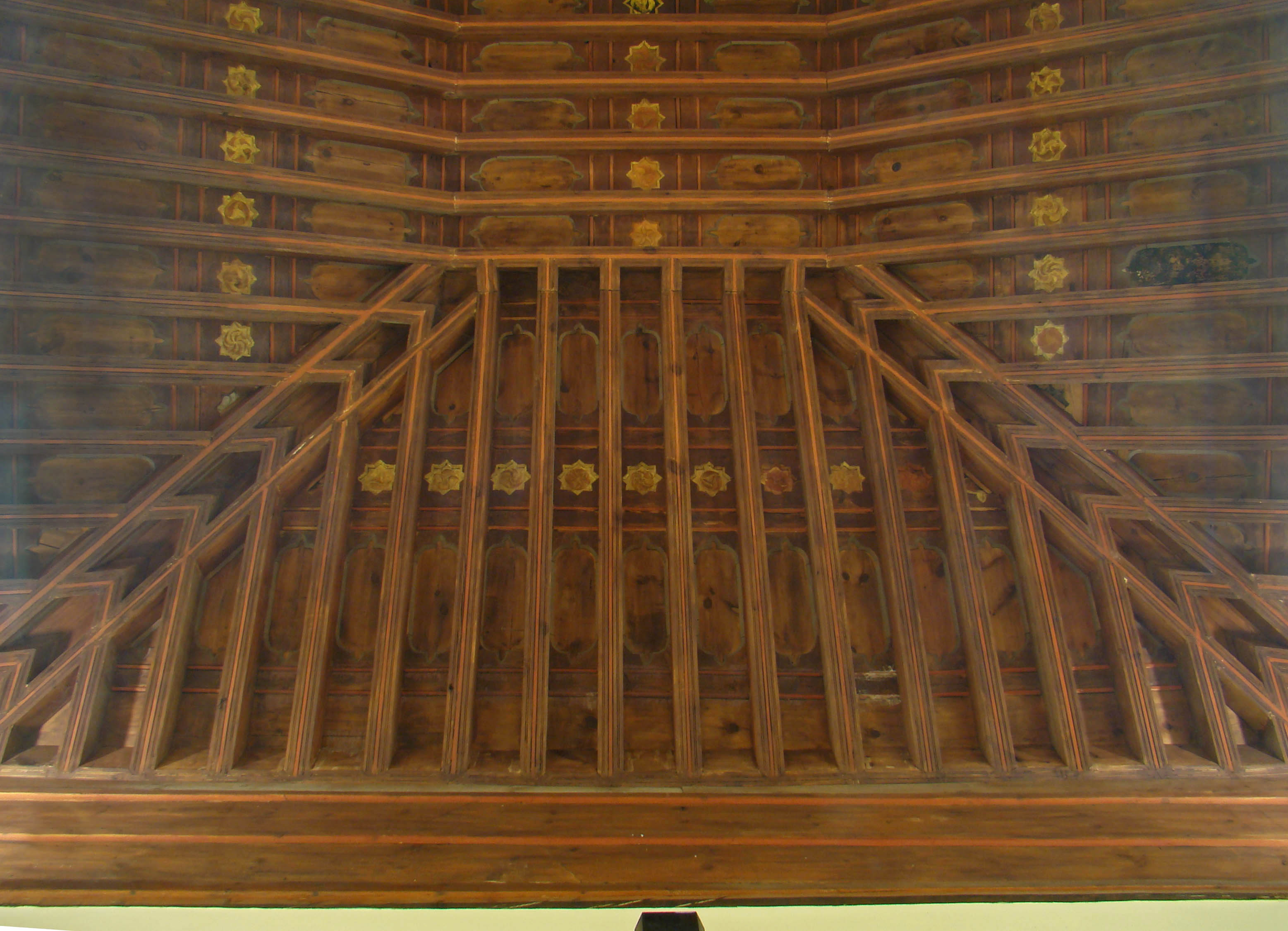
Artesonado mudéjar de lo que fue Sala Rica en la casa de los Vivero (actual sala de estudio e investigación).

Hacia la segunda mitad del siglo XV, el espíritu colectivo que agrupaba a los habitantes de Valladolid empezó a utilizar el nuevo vocablo que les identificaba, sustituto de aquel concejo que tanto había evolucionado desde los tiempos del conde Ansúrez: Comunidad. La comunidad eran aquellos individuos que vivían en la villa, formando parte de ella, con intereses comunes fuera de toda institución política. En los documentos de la época el nuevo vocablo apareció con notable asiduidad y apareció también en los relatos históricos del Cronicón de Valladolid donde al narrar la rebelión de los nobles contra el rey Enrique IV hizo saber que:

... se levantó la comunidad contra los dichos [los nobles rebeldes] e los hecharon de la villa…la dicha Comunidad sacó al dicho Merino de la dicha torre...

La comunidad actuó de igual manera defendiendo sus derechos y los de su rey cuando tuvo noticia de que la princesa Isabel se hallaba en la casa de los Vivero para encontrarse con su futuro esposo Fernando de Aragón. Sospechando una conjura política, la comunidad se reunió en armas ante la casa de Juan de Vivero:

... fueron muy escandalizados, así en tal manera que se conformaron juntamente los unos con los otros, e confederados se pusieron en armas para ir a combatir la casa de Juan Vivero...

La comunidad tenía un órgano ejecutivo que la representaba: la cuadrilla.

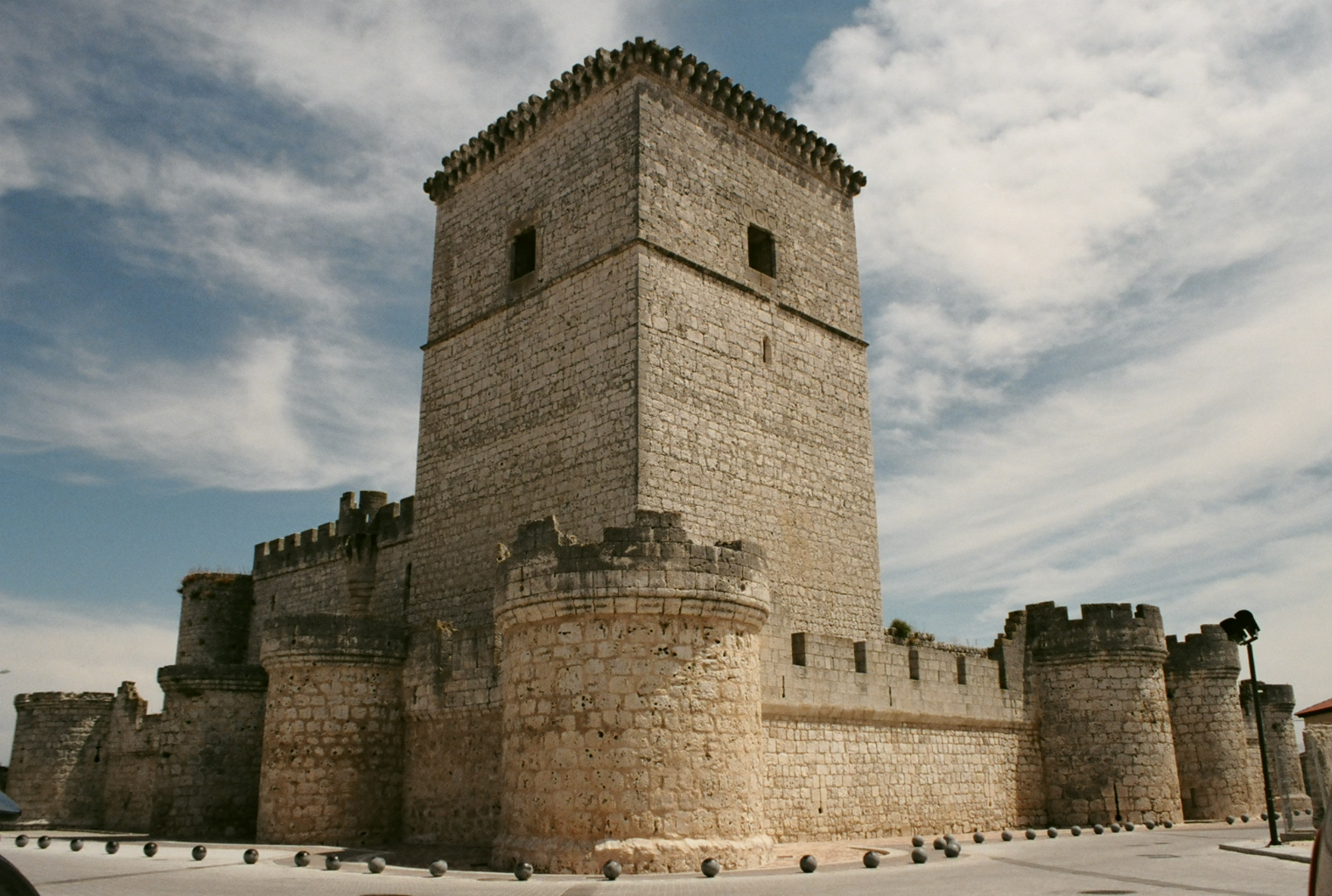
Castillo de Portillo donde fueron presos los reyes Juan II y Enrique IV.

Las cuadrillas fueron oficialmente reconocidas siendo sus cometidos bastante importantes y comprometidos en la mayoría de los casos, como lo fue en cierta ocasión (1476) la reposición de las llaves de algunas puertas de la villa que habían sido retenidas ilegalmente por ciertos regidores. Esta restitución se hizo en presencia del Concejo y de diez representantes de determinadas cuadrillas.
La comunidad vallisoletana se identificó desde sus comienzos como el conjunto de vecinos miembros de una colectividad que no formaba parte del gobierno municipal ni de la nobleza ni del clero. Se definió a sí misma en la carta que envió el 30 de enero de 1521 a los gobernadores del reino:

¿Quién perdió al Rey Don Juan segundo sino los Grandes? ¿Quién lo soltó e fizo reinar sino las Comunidades, especialmente la nuestra quando en Portillo le tuvieron preso? Vease la Historia que claro lo dize. Subcedió al Rey Don Juan el Rey Don Enrique su fijo, al qual los Grandes depusieron de Rey alçando otro Rey en Avila, y las Comunidades y especialmente la nuestra de Valladolid le volvieron a su çetro e silla Real echando a los traydores della…